# Thomas Eckersley

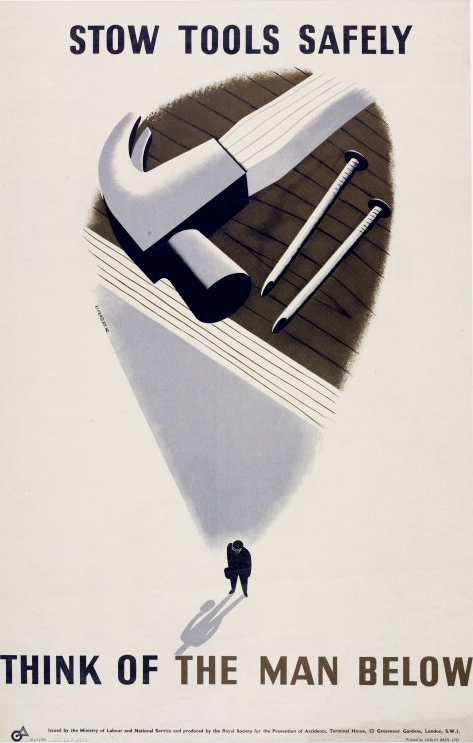
Lithografie-Plakat für das britische Ministerium für Arbeit und nationalen Dienst, hergestellt von der Royal Society for the Prevention of Accidents, illustriert von Tom Eckersley, 1942

Thomas Eckersley (* 30. September 1914 in Lowton, Lancashire, Vereinigtes Königreich; † 4. August 1997 in London; auch: Tom Eckersley) war ein britischer Grafiker,  spezialisiert auf Plakatgestaltung.

## Leben
Seine künstlerische Ausbildung begann im Jahr 1930 an der Salford Art School, wo man seine Fähigkeiten schnell erkannte und ihn mit der Heywood-Medaille für den besten Studenten auszeichnete. 1934 zog Eckersley nach London und ließ sich dort, zusammen mit seinem Kommilitonen Eric Lombers (1914–1978), als freischaffender Gebrauchsgrafiker nieder.  1937 wurde er Lehrer an der Westminster School of Art. Im Jahr 1941 wurde sein Sohn Richard Eckersley († 2006), der ebenfalls ein bekannter Grafiker in den Vereinigten Staaten wurde, geboren.
Nach dem Zweiten Weltkrieg arbeitete Thomas Eckersley freiberuflich für zahlreiche Industriefirmen wie British Petroleum; British Broadcasting Corporation; London Transport; und staatliche oder unabhängige Institutionen und Verbände wie UNICEF; World Wide Fund for Nature und für das General Post Office. Er entwarf Plakate, gestaltete Magazine und illustrierte Bücher. Im Jahr 1958 wurde er Leiter der Grafikabteilung (bis 1977) an der London School of Printing and Graphic Arts.
Im Jahr 1964 wurden Arbeiten von ihm auf der documenta III in Kassel in der Abteilung Graphik gezeigt.